# John van de Rest
John van de Rest (Vlissingen, 19 maart 1940 – Laren (NH), 6 april 2022) was een Nederlands regisseur en programmamaker.

## Loopbaan
John was in 1965 medeoprichter van het Mickery Theater in Loenersloot. Daar regisseerde hij de veelbesproken voorstellingen van Als er geen zwarten bestonden, moesten ze worden uitgevonden (Johnny Speight) en De Meiden (Jean Genet). Voor Toneelgroep Theater regisseerde hij Hooggeëerd publiek (Peter Handke), Borak Valt van Lodewijk de Boer en Moordenaarsavond van Jose Triana. 
In 1969 volgde hij Robert de Vries op als artistiek directeur van het Nieuw Rotterdams Toneel. Tot zijn regies behoren onder andere NU (Time Present) van John Osborne, De Duivels van John Whiting, De Heersende Klasse van Peter Barnes, Het leven van Edward de Tweede (Bertolt Brecht), Koning Jan (Friedrich Dürrenmatt). 
In 1972 verliet hij Rotterdam en legde zich vooral toe op televisieregie: Een mens van goede Wil (AVRO/BRT) met Hugo Metsers, Josine van Dalsum en Kitty Courbois, Vader en Zoon van Peter van Straaten, met Guus Hermus, Gees Linnebank en Ko van Dijk jr., Tussen Hemel en Aarde van Kees Holierhoek met Elisabeth Andersen en Kees Brusse, Kant aan m'n broek (1978) met Josine van Dalsum en Omzien in Wrok met Guus Oster en Josine van Dalsum, met wie hij trouwde in 1974. Het paar kreeg een zoon, Aram, die ook acteur is. Josine van Dalsum overleed op 17 november 2009 na een jarenlange strijd tegen kanker, die haar inspireerde om op de planken ruchtbaarheid te geven aan de situatie van lotgenoten in het door Haye van der Heyden speciaal voor haar en haar zoon Aram geschreven stuk 'Leef-Tijd', dat John van de Rest zelf produceerde.  
Voor zijn echtgenote schreef hij de serie Mata Hari (KRO), die in Duitsland viermaal herhaald werd. Bovendien speelde zij in zijn regie Jeanne d’Arc (George Bernard Shaw) en Rouw past Electra (Eugene O'Neill). 
Voor de TROS regisseerde hij in 1982 de televisieserie Herenstraat 10. 
Als vrije producent was hij verantwoordelijk voor veertien theaterproducties, waaronder Tsjechov van Robert Long met Boudewijn de Groot, Kinderen van een mindere God met Josine en De Fantast, De Humorist en Zondagskinderen met John Kraaykamp. Hij was docent aan de toneelscholen in Arnhem en Maastricht.

## Privéleven en overlijden
Van de Rest was getrouwd met actrice Liesbeth Struppert en later met Josine van Dalsum. Hij kreeg twee kinderen, onder wie acteur Aram van de Rest. Van de Rest overleed op 82-jarige leeftijd in zijn woonplaats Laren.
Hij bracht zijn laatste jaren door in het Rosa Spier Huis.